# Adamshäuschen
Adamshäuschen, auch Am Adamshäuschen genannt, ist eine Ortslage im Norden der bergischen Großstadt Wuppertal.

## Lage und Beschreibung
Die Ortslage liegt im Süden des Wohnquartiers Dönberg im Stadtbezirk Uellendahl-Katernberg auf einer Höhe von 294 m ü. NHN. Eine Straße Am Adamshäuschen führt unmittelbar nördlich des ursprünglichen Wohnplatzes vorbei.
Benachbarte Orte sind neben Dönberg die Höfe und Ortslagen Bergmannshaus, Wordenberg, Langenbruch, Katzenbruch, Am Hasenkamp, In der Sonne und das unmittelbar benachbarte Schmitzberg.

## Etymologie und Geschichte
Der Flurname Adamshäuschen ist vermutlich von einem Familien- oder Personennamen abgeleitet. In der lokalen Mundart wurde der Ort auch als Adamshüsken bezeichnet.
Im 19. Jahrhundert gehörte Adamshäuschen zu den Außenortschaften der Bauerschaft und der Kirchengemeinde Dönberg in der Bürgermeisterei Hardenberg, die 1935 in Neviges umbenannt wurde. Damit gehörte es von 1816 bis 1861 zum Kreis Elberfeld und ab 1861 zum alten Kreis Mettmann. 
Der Ort ist auf der Gemeinde Charte des Parzellar Katasters der Bürgermeisterei Hardenberg von 1815/16 als Adams Häusgen eingezeichnet. Der Ort ist auf der Topographischen Aufnahme der Rheinlande von 1824 eingezeichnet, aber nicht beschriftet. Auf der Preußischen Uraufnahme von 1843 ist der Ort als Adamshäuschen beschriftet, auf dem Wuppertaler Stadtplan von 1930 mit Am Adamshäuschen.
Im Gemeindelexikon für die Provinz Rheinland von 1888 werden ein Wohnhaus mit sechs Einwohnern angegeben.
Mit der Kommunalreform von 1929 wurde der südliche Teil Dönbergs von Neviges abgespalten und mit weiteren, außerhalb von Dönberg liegenden Nevigeser Ortschaften in die neu gegründete Stadt Wuppertal eingemeindet, so auch Adamshäuschen. Entlang der Straße Am Adamshäuschen verlief bis 1975 die Stadtgrenze zwischen Wuppertal und Neviges, südlich davon bis 1929 die von Neviges zu Elberfeld. Durch die nordrhein-westfälische Gebietsreform kam Neviges mit Beginn des Jahres 1975 zur Stadt Velbert und das restliche Dönberg wurde ebenfalls in Wuppertal eingemeindet. Dadurch verlor Adamshäuschen seine Grenzlage.